# Donald Madder
Donald Madder (Antwerpen, 30 mei 1969 – Heverlee, 29 juni 2001) was een Vlaams acteur en de zoon van acteur-regisseur Leo Madder. Hij overleed door een auto-ongeluk op de E314 nabij Leuven. Madder was vooral bekend van zijn rol als Tom De Decker in Thuis.

## Biografie
In zijn laatste jaar humaniora speelde hij dankzij regisseur Dirk Tanghe de hoofdrol in Romeo en Julia van de KVS. Hij begon een studie beeldhouwen, maar gaf die in 1989 op om in de VTM-soap Familie, die net begon, de rol van Alex Le Croix te vertolken.Hij vertolkte deze rol van 1994 tot 1995.
In Thuis was zijn personage Tom de neef van Carlos, een rol die gespeeld werd door zijn vader Leo Madder.
Madder speelde buiten zijn rol als Tom ook nog andere rollen in televisieprogramma's, waaronder die van pastoor Dirk in Wittekerke, wat uiteindelijk zijn laatste rol zou blijken te zijn. Hij was ook te zien in onder meer De bossen van Vlaanderen en Langs de Kade.
In samenspraak met zijn familie werd beslist het personage 'pastoor Dirk' in Wittekerke niet meer te horen of te zien zou zijn.
Tussendoor, in 1998-1999, maakte hij voor TV1 samen met Pascale Bal en Sandy Blanckaert het human-interestprogramma De Fixers en in de zomer van 1999 had hij samen met Annick Ruyts een rubriek in het TV1-programma Zomerliefde. Op lokale tv-zenders presenteerde hij kookprogramma's.
Hij was tot aan zijn dood getrouwd en liet twee kinderen achter, een zoon en een dochter.

## Filmografie
| Titel                    | Rol                      | Jaar                       | Medium | Opmerking |
| ------------------------ | ------------------------ | -------------------------- | ------ | --- |
| Romeo en Julia           | Romeo Montacchi          | 1991                       | /      | TV-Film |
| De bossen van Vlaanderen | Victor Van Droogenbroeck | 1991                       | BRT    | Aflevering 5 |
| Langs de Kade            | /                        | 1993                       | BRT    | Aflevering 10: Canada |
| Familie                  | Alex Le Croix            | 1994-1995                  | VTM    | Afleveringen 398-716 (S3: E108-215; S4: E2-209) |
| Thuis                    | Tom De Decker            | 1995-1997, 1998, 1999-2000 | VRT 1  | Afleveringen 1-341, 396-461, 606-783 (S1-2; S3: E1-76, 131-195; S4: E1, 146-195; S5: E1-128) Sinds aflevering 2551 in 2009 wordt Tom vertolkt door Wim Stevens. |
| Hof van Assisen          | Meester De Jonghe        | 1998                       | VRT 1  | Aflevering 6: Bloedige oogst bij boer Vervaecke & 7: Flik of gangster                                                                                           |
| De Kotmadam              | Dimitri                  | 1999                       | VTM    | Aflevering 128 (S8: E8): Annabel zit in de knel |
| Wittekerke               | Dirk                     | 2000-2001                  | VTM    | Seizoen 7-9 |

| Titel            | Rol                      | Jaar | Medium | Opmerking              |
| ---------------- | ------------------------ | ---- | ------ | ---------------------- |
| Het Swingpaleis  | Hemzelf                  | 1996 | VRT 1  | /                      |
| De Fixers        | Hemzelf                  | 1998 | VRT 1  | /                      |
| Zomerliefde      | Hemzelf                  | 1999 | VRT 1  | /                      |
| 10 jaar Kampioen | Hemzelf (archiefbeelden) | 1999 | VRT 1  | Aflevering 4: Ann Tuts |